# Zarumilla (provincie)
Zarumilla is een provincie in het land Peru, in de regio Tumbes. De provincie heeft een oppervlakte van 734 km² en telt 53.385 inwoners (2015). De hoofdplaats van de provincie is het district Zarumilla. 
Zarumilla is op 17 november 1942 provincie geworden. De Zarumillarivier geeft de grens tussen Peru en Ecuador aan, maar deze wordt betwist.

## Grenzen
- Noorden: Grote Oceaan & Ecuador
- Oosten: Ecuador
- Zuiden: Ecuador en Tumbes (provincie)
- Westen: Tumbes (provincie)

## Bestuurlijke indeling
De provincie Zarumilla is verdeeld in vier districten, met elk een burgemeester. Hieronder staat een lijst met de districten, UBIGEO tussen haakjes.
- (240302) Aguas Verdes
- (240303) Matapalo
- (240304) Papayal
- (240301) Zarumilla, hoofdplaats van de provincie

Contralmirante Villar · Tumbes · Zarumilla